# Trophée Denis-Perez
Le Trophée Denis-Perez récompense le meilleur défenseur de la saison régulière en Ligue Magnus (championnat de France de hockey sur glace) et a été décerné la première fois en 2023. Il porte le nom de Denis Perez.

## Palmarès
| Saison    | Joueur                   | Nationalité(s) | Club                          |
| --------- | ------------------------ | -------------- | ----------------------------- |
| 2022-2023 | Florian Chakiachvili     |                | Dragons de Rouen              |
| 2023-2024 | Florian Chakiachvili (2) |                | Dragons de Rouen              |
| 2024-2025 | Kyle Hardy               |                | Brûleurs de loups de Grenoble |